# Маурицио Сари
Маурицио Сари (на италиански: Maurizio Sarri), роден на 10 януари 1959 година в Неапол, Италия, е италиански футболен треньор на италианския футболен отбор Лацио.

## Биография
Семейството на Сари произхожда от Тоскана, но самият той е роден в Неапол. На младини съвместява професията на банкер и футболист на аматьорско ниво. Играл е на поста на централен защитник.

## Треньорска кариера
Започва кариерата си като треньор през 1990 година. През 1999 година се отказва от банкерството. Години наред води малки отбори от Тоскана, като първите си сериозни успехи постига начело на Сансовино през 2003 година, извеждайки отбора от регионалните дивизии до Серия Ц2, четвъртото ниво на италианския футбол. След това поема Санджованезе, като за един сезон успява да класира отбора в Серия Ц1 – третата италианска дивизия.

### Серия Б
През 2005 година поема Пескара, първият втородивизионен отбор, който води. След това е старши треньор последователно на Арецо, Авелино, Верона, Перуджа, Гросето, Алесандрия и Соренто.

### Емполи
През лятото на 2012 година е назначен за старши треньор на състезаващия се в Серия Б отбор на Емполи. През първия си сезон начело успява да класира отбора за плейофите за Серия А, където обаче губи от Ливорно. През последвалия сезон Емполи завършва на втора позиция в крайното класиране, което осигурява директна промоция за Серия А. В Серия А отборът прави фурор, но в крайна сметка завършва 15-и.

### Наполи
На 11 юни 2015 година е официално обявен за треньор на Наполи, заемайки мястото на напусналия Рафаел Бенитес. През сезон 2015/16 отборът показва добра игра и дълго време се конкурира с Ювентус за титлата, но накрая губи борбата. Въпреки това, през този сезон е записан нов рекорд – 8 поредни победи в първенството.

### Челси
На 14 юли 2018 Сари подписва с Челси. В края на сезона Челси завършва на 3 място в Премиър лийг и печели Лига Европа на финал срещу Арсенал с резултат 4-1. Сари е освободен след само един сезон поради интересът на Ювентус.

### Ювентус
На 2 юни 2019 г. Сари подписва с Ювентус. На 8 август 2020 г. бива уволнен.